# Морозов, Юрий Иванович (врач)
Юрий Иванович Морозов (11 августа 1929, Иваново-Вознесенск, Иваново-Вознесенская губерния, РСФСР, СССР — 1 апреля 1999 или 3 апреля 1999, Иркутск, Иркутская область, Россия) — советский и российский хирург, трансплантолог, иммунолог, доктор медицинских наук (1975), профессор (1980), академик Российской академии медико-технических наук (1994).
Автор и первый в мире исполнитель трансплантации блока тимус-грудина при первичных иммунодефицитах, пионер-разработчик метода гемосорбции, ультразвуковой тромбинтимэктомии при облитерирующем эндартериите, автор метода чрезкожной внутрипечёночной ксенотрансплантации эндокринной ткани поджелудочной железы при сахарном диабете. Вместе с сотрудниками Смоленского авиационного завода организовал экспериментально-клинические испытания изобретенного Бересневым А. С. плазменного скальпеля и в составе коллектива получил патент на его изобретение.
Директор института хирургии ВСФ СО РАМН в Иркутске (1988—1993), зав. кафедрой госпитальной хирургии Иркутского государственного медицинского университета (1988—1993), директор Отдела трансплантационных методов лечения с клиникой ВСНЦ СО РАМН (1993—1999).

## Биография
Родился 11 августа 1929 года в Иваново-Вознесенске (ныне Иваново). Мать — Шуралёва Антонина Михайловна (ум. 1972). В 1944 году Юрий поступил учеником токаря в инструментальный цех Московского Мотозавода. С 1948 года и последующие семь лет до поступления на учёбу во 2-й МОЛГМИ проработал лаборантом института Экспериметальной и клинической хирургии РАМН им. А. В. Вишневского в лаборатории по пересадке органов. Не имея официального специального образования, принимал участие в качестве лаборанта, а затем и ассистента проф. Демихова Владимира Петровича в экспериментах по пересадке сердца, лёгких, почек, печени и других органов. Ходатайство на имя Директора 1-го МОЛМИ с просьбой оказать содействие в приеме на первый курс подписывал Вишневский А. А.
В 1959 году окончил 2-й МОЛГМИ им. Н. И. Пирогова по специальности «хирургия», в 1961 году — клиническую ординатуру; c 1961 по 1963 гг. — врач-хирург 1-й городской клинической больницы им. Н. И. Пирогова, а в 1963—1968 гг. — ассистент кафедры факультетской хирургии 2-го МОЛГМИ под руководством академика АМН, АН СССР Бакулева Александра Николаевича.
На кафедре Ю. И. Морозов, используя опыт экспериментальной хирургии, полученный за годы работы в лаборатории института хирургии РАМН, участвовал в разработке и внедрил в операционную практику (также популяризовав в странах СЭВ) аппараты линейного и циркулярного анастомоза (аппараты УКЖ, НЖКА и др.).
В 1964 г. защитил кандидатскую диссертацию на тему «Холедоходуоденостомия», по результатом которой в 1968 г. была опубликована монография (в соавторстве с С. B. Рынейским), посвящённая памяти учителя-академика А. Н. Бакулева.
В 1966—1968 гг. работал на Кубе в должности профессора-консультанта по хирургии. В марте 1967 года избран иностранным членом-корреспондентом Национального Общества Хирургии Кубы за разработку и выполнение впервые в мировой практике трансплантации блока тимус-грудина больному с первичным иммунодефицитом, в ноябре того же года — иностранным член-корреспондентом кубинского общества урологии за выполнение уникальной репаративной операции мальчику с гипоспадией (врождённым пороком развития мочевыводящей системы). На Кубе было выполнено всего несколько операций трансплантации тимуса в комплексе с грудиной, лёгших в основу будущей докторской диссертации.
В 1968 году переведён в ВНИИХАиИ МЗ СССР руководителем Отдела специального медицинского оборудования, где совместно с инженерами института разработал аппарат для проведения наружного массажа сердца и искусственного дыхания. Имея опыт работы в областях абдоминальной, торакальной, сердечно-сосудистой хирургии и владея широким спектром хирургических методик, Ю. И. Морозов 10 лет выполнял особые поручения в качестве главного консультанта МЗ СССР. Неоднократно выезжал в командировки в Польшу, Чехословакию, Венгрию, Югославию, Турцию, Иорданию, Египет, Румынию, Болгарию, Кубу, КНДР, Чили, Эфиопскую империю.
За выполнение специального задания МЗ СССР по оказанию медицинской помощи во время Иорданской войны в конце 1970 г. Ю. И. Морозов вместе с членами сформированной и возглавляемой им группы были награждены золотыми медалями от «имени народа и правительства Иордании», а также высшей наградой «Почётным Знаком» СОКК и КП СССР. За оказание медицинской помощи населению республики Чили, демонстрацию методик оперативных вмешательств и их результативности в 1972 году Морозов получил почётный номен медицинской коллегии Чиле «золотой скальпель»; за большую лечебную работу в Республике Ю. И. награждается Почетной грамотой и значком ЦК ВЛКСМ.
С 1969 по 1973 гг. — ассистент кафедры клинической и экспериментальной хирургии 2-го МОЛГМИ (зав. кафедрой акад. АМН СССР Лопухин Ю. М.). В годы сотрудничества с кафедрой профессор Морозов занимался пионерскими проектами по разработке и внедрению в клинику методов гравитационной хирургии крови (гемосорбция); Ю. И. Морозов разработал аппарат и провел первые гемосорбции больным с механической желтухой, осложненной острой печеночной недостаточностью.
В том же 1972 году впервые выполнил трансплантацию островков Лангерганса в полупроницаемых мембранах (плацентарных оболочках) у больных сахарным диабетом; тогда же выполняются первые аутомиелотрансплантации детям с первичными иммунодефицитами при участии академика Петрова Рэма Викторовича. С 1973 по 1975 год — старший научный сотрудник института сердечно-сосудистой хирургии им. А. Н. Бакулева.
В 1975 году защитил докторскую диссертацию на тему «Трансплантация неонатального блока тимус-грудина больным с первичными иммунодефицитами». (Научные консультанты: академик АМН СССР Лопухин Юрий Михайлович, член — корреспондент АМН СССР профессор Петров Рэм Викторович; официальные оппоненты: член-корреспондент АМН СССР профессор Исаков Юрий Фёдорович, доктор медицинских наук и профессор Зотиков Евгений Алексеевич).
В 1976—1977 гг. работал вторым профессором кафедры госпитальной хирургии УДН им. П. Лумумбы в Москве, главным хирургом советского представительства в Эфиопии (командировка МЗ СССР 1975—1976 гг). На кафедре Ю. И. Морозов начал разработку (совместно с ректором МВТУ им. Баумана профессором Лощиловым В. И.) метода ультразвуковой дезоблитерации сосудов у больных облитерирующим эндартериитом.
С 1978 по 1985 гг. заведовал кафедрой госпитальной, а затем и факультетской хирургии Смоленского государственного медицинского института (СГМИ), где продолжил работу по совершенствованию метода ультразвуковой эндартерэктомии при облитерирующих заболеваниях сосудов. Провел экспериментально-клинические испытания изобретенного на Смоленском авиационном заводе аппарата низкотемпературной плазменной резки, получившего название «плазменный скальпель» (первое в СССР авторское свидетельство Госкомизобретений за № 1072306 с приоритетом от 23 мая 1980 г. на «Плазмотрон для резки биологических тканей»). Первую операцию профессор Морозов провёл в декабре 1980 году у больного раком прямой кишки, а в апреле 1986 состоялась 69-я операция у больного с туберкулёзным процессом в лёгких.
Впоследствии работа по дальнейшему развитию плазменной хирургии была продолжена на кафедре факультетской хирургии 2-го МОЛГМИ (зав. акад АМН СССР Савельев В. С.), и в 1992 году завершилась присуждением государственной премии РФ коллективу авторов: сотрудникам САЗ — непосредственным техническим разработчикам скальпеля, сотрудникам СГМИ и кафедры факультетской хирургии 2-го МОЛГМИ.
В 1985—1988 гг. Ю. И. Морозов возглавляет отдел хирургической и терапевтической аппаратуры ВНИИИМТ МЗ СССР (испытательный институт Медтехники), а в 1988 постановлением Президиума АМН СССР № 131 от 6 апреля и решением СО РАМН назначен директором филиала ВНЦХ АМН СССР, преобразованного в мае того же года в самостоятельный НИИ Хирургии Восточно-Сибирского филиала Сибирского Отделения АМН СССР, который возглавлял до 1992 года.
Под руководством и непосредственном участии нового директора в институте активно внедрялись методы гравитационной хирургии крови, методики внутрипечёночной алло- и ксенотрансплантации эмбриональных островков Лангерганса, готовились эксперименты по коронароангиопластике после ультразвуковой дезоблитерации, проводились операции на органах пищеварительного тракта с применением плазменного скальпеля.
С 1993 года профессор Морозов создал и возглавлял Отдел трансплантационных методов лечения с клиникой ВСНЦ СО РАМН в Иркутске, директором которого оставался до своей смерти.

## Научно-практическая деятельность
Ю. И. Морозов является одним из авторов трубки для эндотрахеального наркоза, аппарата для наложения анастомоза между правым предсердием и верхней полой веной при синдроме WPW. Также он — автор и популяризатор аппаратов для наложения желудочно-кишечных, кишечно-кишечных, желудочно-пищеводных и сосудистых анастомозов, автор метода коррекции врождённых иммунодефицитов посредством трансплантации блока тимус-грудина с включением комплекса в кровоток больного, автор метода кожно-венозной пластики при гипоспадии, разработал аппарат для экстракорпоральной контрпульсации, автор метода ультразвуковой тромбинтимэктомии при облитерирующем эндартериите, автор оригинальной методики чрезкожной внутрипеченочной ауто- и ксенотрансплантации островков Лангерганса больным сахарным диабетом.

## Публикации
Ю. И. Морозов опубликовал более ста научных работ (1 монография), из них 15 — в зарубежной печати; имеет 12 авторских свидетельств на изобретения.
1. Монография: Рынейский С. В., Морозов Ю. И. «Холедоходуоденостомия», М.: «Медицина» 1968 г., 176 стр. с илл.;
2. Морозов Ю. И. (на правах рукописи) «Трансплантация неонатального блока тимус-грудина больным с первичными иммунодефицитами» Автореферат диссертации на соискание степени доктора медицинских наук, М.: МЗ РСФСР, 2-й МОЛГМИ им. Н. И. Пирогова, 1975.

## Публикации о Морозове Ю. И
1. Танјуг. Заметка «Совјетски хирург Марозов у Београду». Газета «Комунист» 1962, четвртаг 6 сентябр;
2. Заметка Bemutato mutet a 2-es szamu Sebeszeti Klinican. Газета «Nepszabadsag», 1962, szeptember 21, pentek, стр. 8;
3. Lutmila Ortega. Очерк «Medicos Sovieticos preparar una delicada operacion». Газета «El Diario Color», Paraquay, 1972 viernes 17 de marzo;
4. A. Nikanorov. Статья "Morozov, «EL medico del bisturi de oro» ENFOQUE — Internacional. Chile, 1973, № 76, стр. 25 — 31;
5. Э. Горбунова. Статья "Тимус, «железа загадок». Журнал «Советский союз» , № 3 (277), 1973, стр. 26-27;
6. Заметка «Pratelstvi v praxi» (Дружба на практике). Газета «PRACE», 1974, Praha, Streda 5 listopad;
7. Jan Talpa. Статья «Lampy zhasly az k ránu» (Лампы погасли к утру). Журнал «Svet socializmu». Praha 22.1.1975, стр. 7-8;
8. Alexander Makarenko. Очерк «Doctors terminate ordeal» (Доктора прекращают муку). Газета «The Ethiopian Herald». Friday 2 April 1976 (24 Magabit 1968);
9. Н. Иванова. Очерк «Надежда». Журнал «Слово лектора» (индекс 70873), № 3, март 1977, стр. 60-62;
10. Л. Жукова. Статья «В руках хирурга — плазма». «Рабочий путь» № 98 (19080) от 25 апреля 1986 г.;
11. Эдгар Брюхоненко. Очерк «Наступление на диабет». Газета «Восточно-сибирская правда», 26 августа 1992;
12. С. Туторская. Статья «Похоже, лучше всего в России лечит диабет сибиряк Морозов». Газета «Известия» № 178 от 18 сентября 1993 г.;
13. А. Г. Шантуров. "Биографический словарь заведующих кафедрами, докторов наук, профессоров ИГМУ (1920—1995), стр. 41-42: Иркутск 1995 г. 277 стр.;
14. Трудовая Книжка Запись 4:1948 IV 4: Институт Экспериментальной и клинической медицины АМН СССР. Зачислен на должность лаборанта лаборатории Пр. № 83 от 8/IV 48 Стр 4-5;
15. Трудовая Книжка Запись 5:1954 II 11 Освобождён от занимаемой должности в связи с уходом на учёбу с 11 февраля 1954 г. Пр № 20 от 9/II54 г Стр 4-5;
16. Демихов В. П. «Пересадка органов: это возможно?» серия 8 Биология м медицина, М.: ЗНАНИЕ 1959, стр 13;
17. Письмо Министра здравоохранения СССР Буренкова Сергея Петровича Секретарю Смоленского ОБКОМа КПСС тов. Клименко Ивану Ефимовичу от 04.12.84 № 01-2/158-12 на № 55/238 от 3.10.84 г. (с подтверждением: " «приоритет в СССР в идее создания плазменного скальпеля …принадлежат САЗ и представителю СГМИ (проф. Ю. И. Морозов) с выдачей им Госкомизобретения первого в СССР авт свидетельства…(авт. свид. № 1072306 с приоритетом от 23 мая 1980 года)»;
18. Оригинал ходатайства на имя Директора 1-го МОЛМИ тов. Талызина Ф. Ф. за подписью член-корреспондента АМН, проф. А. А. Вишневского с резолюцией тов. Талызина секретарю комиссии т. Громову (сем. архив);
19. Морозов Ю. И. Экспериментальные исследования и первый клинический опыт применения гемадсорбции при острой печеночной недостаточности (соавт. Ю. М. Лопухин, О. А. Машков и др. в кн.: Трансплантация эндокринных органов в клинике и эксперименте. Экстракорпоральная гемадсорбция. М.: 1972, стр 69-81;
20. Свидетельство о смерти Морозова Юрия Ивановича I-CT № 466665. Место регистрации: гор. бюро ЗАГС Иркутск. Дата выдачи 01.04.1999 (ксерокопия с оригинала; (сем.архив);
21. Элла Климова. Очерк «Единственная клиника в Росси, которая лечит диабет — в Иркутске». Газета «Восточно-сибирская правда», 2 июля 1992.

## Звания и награды
- С марта 1967 года иностранный член-корреспондент Национального Общества хирургии Кубы;
- С ноября 1967 года иностранный член-корреспондент кубинской ассоциации урологов;
- Значок «Отличник Здравоохранения СССР» (1968);
- Бронзовая медаль ВДНХ СССР (1969);
- Почётный знак СОКК и КП СССР (1970);
- Золотая медаль от Правительства и народа Иордании (1970);
- Почётная грамота и Значок ЦК ВЛКСМ (1972);
- Золотая медаль ВДНХ СССР (1973);
- Профессор (1980);
- Медаль «Ветеран Труда» (1985);
- Академик Российской Академии Медико-Технических Наук (с 1994);
- Медаль «50 лет победы в Великой Отечественной Войне» (1995).

## Семья
Женат дважды (Фомина Майя Борисовна: в браке с 1954 по 1976 гг. (ум. 2007); Морозова Светлана Михайловна: в браке с 1976 по 1999 (ум. 2011). Дети только от первого брака: старший сын Андрей 1955 г. р. (внучка Виктория 1984 г. р.), младший сын Степан 1963 г. р. (внуки: Артём 1987 г. р. и внучка Елизавета 1995 г. р.).